# Sport Club Fortuna Köln 1978-1979
Questa voce raccoglie le informazioni riguardanti il Sport Club Fortuna Köln nelle competizioni ufficiali della stagione 1978-1979.

## Stagione
Nella stagione 1978-1979 il Fortuna Colonia, allenato da Rudi Faßnacht, concluse il campionato di 2. Bundesliga al 4º posto. In Coppa di Germania il Fortuna Colonia fu eliminato al terzo turno dall'Osnabrück.

## Rosa
| N. |                      | Ruolo | Calciatore         |
| -- | -------------------- | ----- | ------------------ |
|    | Germania (bandiera)  | P     | Arno Domgörgen     |
|    | Germania (bandiera)  | P     | Franz-Josef Pauly  |
|    | Germania (bandiera)  | D     | Peter Boers        |
|    | Germania (bandiera)  | D     | Willi Gless        |
|    | Germania (bandiera)  | D     | Heribert Höck      |
|    | Germania (bandiera)  | D     | Hans-Günther Kroth |
|    | Germania (bandiera)  | D     | Hugo Lütkebohmert  |
|    | Danimarca (bandiera) | D     | Flemming Nielsen   |
|    | Germania (bandiera)  | C     | Klaus Albert       |
|    | Germania (bandiera)  | C     | Horst-Franz Degen  |

| N. |                     | Ruolo | Calciatore         |
| -- | ------------------- | ----- | ------------------ |
|    | Germania (bandiera) | C     | Dieter Finkler     |
|    | Germania (bandiera) | C     | Jochen Goll        |
|    | Germania (bandiera) | C     | Hannes Linßen      |
|    | Germania (bandiera) | C     | Ludwig Schuster    |
|    | Germania (bandiera) | A     | Karl Berger        |
|    | Germania (bandiera) | A     | Klaus-Dieter Bone  |
|    | Germania (bandiera) | A     | Otmar Ludwig       |
|    | Germania (bandiera) | A     | Karl-Heinz Mödrath |
|    | Germania (bandiera) | A     | Friedhelm Otters   |
|    | Germania (bandiera) | A     | Roland Stegmayer   |

## Organigramma societario
Area tecnica
- Allenatore: Rudi Faßnacht
- Allenatore in seconda:
- Preparatore dei portieri:
- Preparatori atletici:

## Calciomercato

### Sessione estiva
| Acquisti | Acquisti          | Acquisti             | Acquisti |
| R.       | Nome              | da                   | Modalità |
| -------- | ----------------- | -------------------- | -------- |
| D        | Flemming Nielsen  | Odense               |          |
| A        | Karl Berger       | Karlsruhe            |          |
| A        | Klaus-Dieter Bone | Alemannia Aquisgrana |          |
| C        | Dieter Finkler    | Pirmasens            |          |
| D        | Hugo Lütkebohmert | Westfalia Herne      |          |
| C        | Ludwig Schuster   | Saarbrücken          |          |
| A        | Roland Stegmayer  | Saarbrücken          |          |

| Cessioni | Cessioni        | Cessioni          | Cessioni |
| R.       | Nome            | a                 | Modalità |
| -------- | --------------- | ----------------- | -------- |
| A        | Volker Graul    | Arminia Bielefeld |          |
| A        | Julio Baylon    | Rochester Lancers |          |
| A        | Hans Fritsche   | Westfalia Herne   |          |
| C        | Günther Gall    | Wormatia Worms    |          |
| A        | Reinhard Majgl  | 1. FC Viersen     |          |
| D        | Walter Müller   | Saarbrücken       |          |
| A        | Lothar Wesseler | Wormatia Worms    |          |

### Sessione invernale
| Acquisti | Acquisti | Acquisti | Acquisti |
| R.       | Nome     | da       | Modalità |
| -------- | -------- | -------- | -------- |

| Cessioni | Cessioni | Cessioni | Cessioni |
| R.       | Nome     | a        | Modalità |
| -------- | -------- | -------- | -------- |

## Risultati

### 2. Bundesliga

#### Girone di andata
| Arbitro: | Hennig |

|             |           |                                     |
| Mödrath 23’ | Marcatori | 14’ Gniech 22’ Gelsdorf 80’ Brücken |

| Arbitro: | Ohmsen |

|                         |           |                       |
| Mrosko 40’ Behrends 86’ | Marcatori | 10’ Mödrath 21’ Graul |

| Arbitro: | Weber |

|                                                     |           |  |
| Stegmayer 13’, 67’ Albert 22’ Mödrath 24’ Degen 56’ | Marcatori |  |

| Arbitro: | Burgers |

|                 |           |             |
| Wagner 10’, 65’ | Marcatori | 75’ Mödrath |

| Arbitro: | Roth |

|                   |           |                        |
| Stegmayer 6’, 21’ | Marcatori | 23’ Spincke 72’ Hayduk |

| Arbitro: | Broska |

|                               |           |           |
| Beverungen 21’ Milardovic 46’ | Marcatori | 52’ Graul |

| Arbitro: | Horstmann |

|                        |           |               |
| Mödrath 29’ Ludwig 89’ | Marcatori | 82’ Czizewski |

| Arbitro: | Pauly |

|                      |           |           |
| Kosien 48’ Lücke 77’ | Marcatori | 56’ Graul |

| Arbitro: | Broska |

|                                     |           |  |
| Mödrath 7’ Albert 20’ Stegmayer 27’ | Marcatori |  |

| Arbitro: | Gabriel |

|            |           |           |
| Bartel 17’ | Marcatori | 63’ Graul |

| Arbitro: | Burgers |

|                  |           |                          |
| Mödrath 55’, 82’ | Marcatori | 5’ Offermanns 24’ Votava |

| Arbitro: | Gathmann |

|                                               |           |                                |
| Schatzschneider 16’ (rig.) Rieländer 39’, 55’ | Marcatori | 3’ Ludwig 35’ Mödrath 82’ Bone |

| Arbitro: | Ahlenfelder |

|  |           |                      |
|  | Marcatori | 11’ Mall 86’ Jürgens |

| Arbitro: | Schütte |

|            |           |               |
| Bläser 82’ | Marcatori | 52’ Stegmayer |

| Arbitro: | Milkert |

|                                |           |                                      |
| Stegmayer 82’ (rig.) Gless 88’ | Marcatori | 7’ Lüttges 16’ Hahn 36’, 70’ Mentzel |

| Arbitro: | Malbranc |

|                         |           |                                 |
| Liedtke 17’ Lindner 60’ | Marcatori | 63’ (rig.) Schuster 75’ Mödrath |

| Arbitro: | Eschenbach |

|                         |           |            |
| Schuster 7’ Mödrath 46’ | Marcatori | 52’ Kunkel |

| Arbitro: | Hennig |

|                |           |  |
| Gerresheim 55’ | Marcatori |  |

| Arbitro: | Eggers |

|                                                      |           |  |
| Mödrath 20’ Stegmayer 46’ Kroth 64’ Lütkebohmert 76’ | Marcatori |  |

#### Girone di ritorno
| Arbitro: | Ahlenfelder |

|             |           |                    |
| Brücken 33’ | Marcatori | 42’, 89’ Stegmayer |

| Arbitro: | Gathmann |

|                             |           |  |
| Finkler 9’ Mödrath 15’, 75’ | Marcatori |  |

| Kiel 12 aprile 1979 22ª giornata | Holstein Kiel | 0 – 0 referto | Fortuna Colonia | Holstein-Stadion (8 000 spett.)\| Arbitro: \| Osmers \| |
| Arbitro:                         | Osmers        |               |                 |                                                         |

| Arbitro: | Wichmann |

|                                    |           |                 |
| Mödrath 33’ Bone 45’ Goll 64’, 72’ | Marcatori | 70’, 74’ Schock |

| Arbitro: | Reichmann |

|            |           |                                       |
| Hayduk 88’ | Marcatori | 52’ Schuster 63’ Ludwig 85’ Stegmayer |

| Arbitro: | Broska |

|                      |           |  |
| Mödrath 12’ Goll 86’ | Marcatori |  |

| Arbitro: | Roth |

|  |           |            |
|  | Marcatori | 86’ Otters |

| Arbitro: | Retzmann |

|                                                     |           |  |
| Mödrath 18’, 63’ Nielsen 57’ Goll 67’ Stegmayer 88’ | Marcatori |  |

| Arbitro: | Wichmann |

|                               |           |                                              |
| Hupe 56’ Lenz 62’ Hohnjec 69’ | Marcatori | 42’ Goll 52’ (rig.), 59’ (rig.) Lütkebohmert |

| Arbitro: | Zittrich |

|                 |           |                         |
| Ludwig 57’, 77’ | Marcatori | 65’ Ehmke 90’ Meininger |

| Arbitro: | Weber |

|  |           |                                                     |
|  | Marcatori | 8’ (rig.), 63’ (rig.) Lütkebohmert 65’, 69’ Mödrath |

| Arbitro: | Pauly |

|                                        |           |             |
| Linßen 30’ Mödrath 70’ Ludwig 72’, 88’ | Marcatori | 61’ Volkmer |

| Arbitro: | Heitmann |

|                 |           |             |
| Kaczor 64’, 78’ | Marcatori | 61’ Mödrath |

| Arbitro: | Wuttke |

|            |           |  |
| Ludwig 71’ | Marcatori |  |

| Arbitro: | Kopka |

|                        |           |  |
| Mostert 59’ de Loo 70’ | Marcatori |  |

| Arbitro: | Möller |

|                           |           |          |
| Goll 37’ Mödrath 65’, 87’ | Marcatori | 1’ Prill |

| Arbitro: | Kasperowski |

|             |           |             |
| Schmitt 72’ | Marcatori | 37’ Nielsen |

| Arbitro: | Weber |

|                                       |           |  |
| Mödrath 33’ Ludwig 37’, 49’ Gless 43’ | Marcatori |  |

| Arbitro: | Malbranc |

|                                                  |           |                                                       |
| Vogel 2’, 45’ Hansen 17’ (rig.) Ziegert 37’, 40’ | Marcatori | 24’, 30’, 38’ Mödrath 53’ Schuster 55’, 83’ Stegmayer |

### Coppa di Germania
| Arbitro: | Gathmann |

|                          |           |  |
| Stegmayer 69’ Albert 76’ | Marcatori |  |

| Arbitro: | Ochsenreiter |

|            |           |                                                       |
| Heuser 45’ | Marcatori | 2’, 67’, 84’ Mödrath 4’, 47’, 70’ Stegmayer 69’ Degen |

| Arbitro: | Glasneck |

|                        |           |            |
| Wessel 41’ Wiesler 73’ | Marcatori | 53’ Ludwig |

## Statistiche

### Statistiche di squadra
| Competizione      | Punti | In casa | In casa | In casa | In casa | In casa | In casa | In trasferta | In trasferta | In trasferta | In trasferta | In trasferta | In trasferta | Totale | Totale | Totale | Totale | Totale | Totale | DR  |
| Competizione      | Punti | G       | V       | N       | P       | Gf      | Gs      | G            | V            | N            | P            | Gf           | Gs           | G      | V      | N      | P      | Gf     | Gs     | DR  |
| ----------------- | ----- | ------- | ------- | ------- | ------- | ------- | ------- | ------------ | ------------ | ------------ | ------------ | ------------ | ------------ | ------ | ------ | ------ | ------ | ------ | ------ | --- |
| 2. Bundesliga     | 47    | 19      | 13      | 3       | 3       | 51      | 21      | 19           | 5            | 8            | 6            | 33           | 31           | 38     | 18     | 11     | 9      | 84     | 52     | +32 |
| Coppa di Germania | -     | 1       | 1       | 0       | 0       | 2       | 0       | 2            | 1            | 0            | 1            | 8            | 3            | 3      | 2      | 0      | 1      | 10     | 3      | +7  |
| Totale            | 47    | 20      | 14      | 3       | 3       | 53      | 21      | 21           | 6            | 8            | 7            | 41           | 34           | 41     | 20     | 11     | 10     | 94     | 55     | +39 |

### Andamento in campionato
| Giornata  | 1  | 2  | 3 | 4  | 5  | 6  | 7  | 8  | 9  | 10 | 11 | 12 | 13 | 14 | 15 | 16 | 17 | 18 | 19 | 20 | 21 | 22 | 23 | 24 | 25 | 26 | 27 | 28 | 29 | 30 | 31 | 32 | 33 | 34 | 35 | 36 | 37 | 38 |
| --------- | -- | -- | - | -- | -- | -- | -- | -- | -- | -- | -- | -- | -- | -- | -- | -- | -- | -- | -- | -- | -- | -- | -- | -- | -- | -- | -- | -- | -- | -- | -- | -- | -- | -- | -- | -- | -- | -- |
| Luogo     | C  | T  | C | T  | C  | T  | C  | T  | C  | T  | C  | T  | C  | T  | C  | T  | C  | T  | C  | T  | C  | T  | C  | T  | C  | T  | C  | T  | C  | T  | C  | T  | C  | T  | C  | T  | C  | T  |
| Risultato | P  | N  | V | P  | N  | P  | V  | P  | V  | N  | N  | N  | P  | N  | P  | N  | V  | P  | V  | V  | V  | N  | V  | V  | V  | V  | V  | N  | N  | V  | V  | P  | V  | P  | V  | N  | V  | V  |
| Posizione | 16 | 15 | 6 | 11 | 12 | 15 | 12 | 14 | 10 | 11 | 12 | 11 | 15 | 15 | 17 | 16 | 13 | 14 | 11 | 10 | 8  | 7  | 6  | 5  | 4  | 4  | 4  | 4  | 4  | 4  | 4  | 4  | 4  | 5  | 5  | 4  | 4  | 4  |

Legenda:

Luogo: C = Casa; T = Trasferta. Risultato: V = Vittoria; N = Pareggio; P = Sconfitta.

### Statistiche dei giocatori
| Giocatore       | 2. Bundesliga | 2. Bundesliga | 2. Bundesliga | 2. Bundesliga | Coppa di Germania | Coppa di Germania | Coppa di Germania | Coppa di Germania | Totale   | Totale | Totale      | Totale     |
| Giocatore       | Presenze      | Reti          | Ammonizioni   | Espulsioni    | Presenze          | Reti              | Ammonizioni       | Espulsioni        | Presenze | Reti   | Ammonizioni | Espulsioni |
| --------------- | ------------- | ------------- | ------------- | ------------- | ----------------- | ----------------- | ----------------- | ----------------- | -------- | ------ | ----------- | ---------- |
| K. Albert       | 16            | 2             | 4             | 0             | 3                 | 1                 | 1                 | 0                 | 19       | 3      | 5           | 0          |
| K. Berger       | 5             | 0             | 0             | 0             | 0                 | 0                 | 0                 | 0                 | 5        | 0      | 0           | 0          |
| P. Boers        | 0             | 0             | 0             | 0             | 0                 | 0                 | 0                 | 0                 | 0        | 0      | 0           | 0          |
| K. Bone         | 26            | 2             | 0             | 0             | 2                 | 0                 | 0                 | 0                 | 28       | 2      | 0           | 0          |
| H. Degen        | 30            | 1             | 0             | 0             | 3                 | 1                 | 0                 | 0                 | 33       | 2      | 0           | 0          |
| A. Domgörgen    | 1             | 0             | 0             | 0             | 0                 | 0                 | 0                 | 0                 | 1        | 0      | 0           | 0          |
| D. Finkler      | 19            | 1             | 6             | 0             | 0                 | 0                 | 0                 | 0                 | 19       | 1      | 6           | 0          |
| W. Gless        | 8             | 2             | 0             | 0             | 1                 | 0                 | 0                 | 0                 | 9        | 2      | 0           | 0          |
| J. Goll         | 33            | 6             | 2             | 0             | 2                 | 0                 | 0                 | 0                 | 35       | 6      | 2           | 0          |
| V. Graul        | 9             | 4             | 2             | 0             | 1                 | 0                 | 0                 | 0                 | 10       | 4      | 2           | 0          |
| H. Höck         | 15            | 0             | 0             | 0             | 0                 | 0                 | 0                 | 0                 | 15       | 0      | 0           | 0          |
| H. Kroth        | 27            | 1             | 5             | 0             | 3                 | 0                 | 0                 | 0                 | 30       | 1      | 5           | 0          |
| H. Linßen       | 32            | 1             | 2             | 0             | 1                 | 0                 | 0                 | 0                 | 33       | 1      | 2           | 0          |
| O. Ludwig       | 35            | 10            | 4             | 1             | 3                 | 1                 | 0                 | 0                 | 38       | 11     | 4           | 1          |
| H. Lütkebohmert | 38            | 5             | 7             | 0             | 3                 | 0                 | 0                 | 0                 | 41       | 5      | 7           | 0          |
| K. Mödrath      | 37            | 28            | 1             | 0             | 3                 | 3                 | 0                 | 0                 | 40       | 31     | 1           | 0          |
| F. Nielsen      | 20            | 2             | 4             | 0             | 1                 | 0                 | 0                 | 0                 | 21       | 2      | 4           | 0          |
| F. Otters       | 25            | 1             | 6             | 0             | 1                 | 0                 | 0                 | 0                 | 26       | 1      | 6           | 0          |
| F. Pauly        | 37            | 0             | 0             | 0             | 3                 | 0                 | 0                 | 0                 | 40       | 0      | 0           | 0          |
| L. Schuster     | 22            | 4             | 2             | 2             | 3                 | 0                 | 0                 | 0                 | 25       | 4      | 2           | 2          |
| R. Stegmayer    | 33            | 14            | 3             | 0             | 3                 | 4                 | 1                 | 0                 | 36       | 18     | 4           | 0          |